# Dichotomius schiffleri
Dichotomius schiffleri, popularmente chamado besouro-rola-bosta, é um inseto coleóptero da família dos escarabeídeos (Scarabaeidae), ou seja, dos escaravelhos.

## Distribuição e habitat
Dichotomius schiffleri é endêmica do sudeste do Brasil, onde ocorre no Espírito Santo (ilha de Guriri, Linhares e Regência), Bahia (Mucuri, Alcobaça, Prado, Santa Cruz de Cabrália, Porto Seguro e Mata de São João), Sergipe (Santa Luzia do Itanhi) e Pernambuco (Ipojuca). Estima-se que sua área de ocupação seja de menos de 500 quilômetros quadrados. É típico da restinga. Foram feitos raros avistamentos em floresta úmida de várzea. Uma vez que é pouco frequente a descoberta de espécimes nos fragmentos de habitat onde é nativo, assume-se que sua população é pequena e está declinando. Uma das causas prováveis é que o Dichotomius schiffleri demanda áreas de habitat maiores do que as que estão disponíveis atualmente, o que compromete sua sobrevivência.

## Conservação
Em 2005, foi listado como criticamente em perigo na Lista de Espécies da Fauna Ameaçadas do Espírito Santo; Em 2014, como em perigo na Portaria MMA N.º 444 de 17 de dezembro de 2014; e em 2018, como em perigo no Livro Vermelho da Fauna Brasileira Ameaçada de Extinção do Instituto Chico Mendes de Conservação da Biodiversidade (ICMBio). Em 2020, numa entrada produzida em 2013, a  União Internacional para a Conservação da Natureza (UICN / IUCN) classificou como em perigo a espécie em sua Lista Vermelha tendo em vista a pequena área onde ocorrem seus avistamentos e a fragmentação e degradação da mesma por ação antrópica (desenvolvimento urbano, práticas de turismo). Atualmente apenas 10% da vegetação original da restinga perdura. A proteção inadequada dos fragmentos de habitat remanescentes acentuam o provável declínio populacional da espécie.

## Descrição
O Dichotomius schiffleri não possui armadura cefálica e é mais alongado e achatado dorso-ventralmente do que, por exemplo, o gênero Dichotomius sericeus. Apresenta hábito alimentar coprófago e estratégia paracoprídea. Estudos citogenéticos apontam num número diploide 2n = 18 e morfologia cromossômica meta-submetacêntrica, o cariótipo comum nas espécies do gênero Dichotomius. Em relação aos cromossomos sexuais, apresenta mecanismo sexual Xy na configuração em bastão (Xyr), semelhante ao do D. sericeus.